# قضاء
القضاء هو نظام الحكم في دولة، وتتولى السلطة القضائية شؤونه.